# Aérodrome de Kärdla
Pour les articles homonymes, voir KDL.
L'aérodrome de Kärdla (en estonien : Kärdla lennujaam, (code IATA : KDL • code OACI : EEKA)), est un aérodrome estonien situé à 13 km à l'est de la ville de Kärdla sur l'île d'Hiiumaa.

## Situation
| Kuressaare Kärdla Pärnu Tallinn Tartu Kihnu Ruhnu Tapa Amari |

## Compagnie aérienne et destination
| Compagnies       | Destinations |
| ---------------- | ------------ |
| Transaviabaltika | Tallinn      |

Edité le 22/02/2023